# Émail de grès
 (novembre 2022).
Si vous disposez d'ouvrages ou d'articles de référence ou si vous connaissez des sites web de qualité traitant du thème abordé ici, merci de compléter l'article en donnant les références utiles à sa vérifiabilité et en les liant à la section « Notes et références ».
Un émail de grès est un émail céramique de haute température. Les émaux composés dans l’atelier du céramiste présentent une immense palette de glaçures, de textures et de coloris. En outre, la diversité des superpositions possibles enrichissent à l’infini les résultats au défournement.
Pourtant, les composés chimiques qui les constituent se réduisent à quelques matières premières : c'est en jouant sur leurs proportions que l'artisan crée des émaux différents.

## Recherche
Le travail de Daniel de Montmollin a orienté les investigations de nombre d’artistes. Il a déterminé les combinaisons chimiques possibles et celles à exclure (mauvaise fusion, aspect inesthétique, matière inégale etc.). Dans son article de référence « Pratique des émaux 1 300 °C », ses expérimentations sont schématisées par une centaine de diagrammes.

## Différence entre formule et recette
Daniel de Montmollin travaille selon des formules chimiques : ses émaux sont identifiés en additions de molécules. 
Une de ses disciples, Lisa Brizzolara, a transcrit ses expériences en recettes de produits commercialisés dont elle a concrètement établi les masses molaires. Ses tableurs de conversion formule/recette facilitent grandement le décryptage des expériences du frère de Taizé.[réf. nécessaire]

## Paramètres
L'objet étant le grès, la cuisson s’entend « haute température », soit en moyenne 1 280 °C. De nombreux chemins sont possibles pour atteindre ce point : durée de montée en température, nombre de paliers, temps de refroidissement, atmosphère du four (réductrice ou oxydante) etc. La manière de mener une cuisson est déterminante pour l’aspect final de la glaçure.

## Fusion des ingrédients en émail
La formule d’un émail peut s’analyser en trois éléments :
- les ingrédients de base ;
- les amphotères ;
- les ingrédients acides.

Les molécules des ingrédients de base sont chimiquement composées d’un ou plusieurs éléments métalliques et d’un atome d’oxygène (oxyde métallique simple), et s’écrivent donc sous la forme « RO ».  Ils font office de fondants.
ex. : ZnO, MnO, KNaO (présent dans le feldspath), CaO (présent dans la chaux), MgO etc.
Les amphotères possèdent à la fois des caractères basiques et des caractères acides. Ce sont des trioxydes, chimiquement composés de deux atomes métalliques et de trois atomes d’oxygène, sous la forme « R2O3 ».
ex. : B2O3, Al2O3 etc.
Les ingrédients acides sont des dioxydes métalliques et s’écrivent donc « RO2 ».
ex. : SiO2

## De la formule chimique au catalogue du fournisseur
Dans les produits commercialisés, ces éléments chimiques se trouvent en mélange.
ex. : dans le feldspath, on retrouve notamment SiO2, Al2O3, Na2O et K2O (recombinés en KNaO).
ZnO, MnO, KNaO, MgO se trouvent mélangés dans la silice
En revanche, CaO est tout seul dans la chaux.
La wollastonite est composée de CaO et SiO2.
Pour corriger une formule en recette, il est nécessaire de considérer que le total des ingrédients de base égale 1 (une mole). Un émail ne comporte jamais moins de 1,5 mole de silice pour une mole de base.
L’exemple suivant n’est qu’une hypothèse qui permet de comprendre comment on compose un émail et le poids nécessaire de chacun des produits, en fonction des éléments chimiques qui les constituent :
| Formule                                                                            | Base     | Amphotère  | Acide      |
| ---------------------------------------------------------------------------------- | -------- | ---------- | ---------- |
| La wollastonite apporte CaO et Si02 en parts presque égales ⇒                      | 0,4 CaO  |            | 0,48 SiO2  |
| Oxyde de zinc                                                                      | 0,2 ZnO  |            |            |
| Le feldspath potassique apporte 1 KNaO + 1,05 Al2O3 + 6,35 SiO2 ⇒                  | 0,4 KNaO | 1,05 Al2O3 | 6,35 SiO2  |
| Base = 1 mole                                                                      | 1        |            |            |
|                                                                                    |          |            |            |
| On ajoute 3 parts de silice pour obtenir un rapport total de 1 alumine / 10 silice |          |            | 3 SiO2     |
| Le kaolin apporte 1 part de Al2O3 et 2 parts de SiO2                               |          | 0,2 Al2O3  | 0,4 SiO2   |
|                                                                                    |          |            |            |
|                                                                                    | Total =  | 1,25 Al2O3 | 10,23 SiO2 |

| Recette       | Quantité (en moles) | Multipliée par le poids moléculaire (en grammes par mole) |   | Résultat (en grammes) |
| ------------- | ------------------- | --------------------------------------------------------- | - | --------------------- |
| Wollastonite  | 0,4                 | 100                                                       | → | 40                    |
| Feldspath     | 0,4                 | 577                                                       | → | 230                   |
| Oxyde de zinc | 0,2                 | 81                                                        | → | 16                    |
| Silice        | 3                   | 61                                                        | → | 183                   |

C’est ce travail de conversion formule/recette qu’a effectué Lisa Brizzolara pour une large gamme d’émaux classifiés parmi  les tenmoku, rouges de fer, gouttes d’huile, céladon, blanc magnésien, émaux de rutile et de titane.

## Différentes recettes expérimentées
Le tableau suivant cerne l’amplitude des combinaisons de produits possibles, le total de chaque recette devant totaliser 100, à l’exception du rutile et du titane qui sont en sus.
| Type              | Feldspath | Chaux   | Talc    | Kaolin  | Silice  | Cendre d'os | Oxyde de Fer | Commentaires |
| ----------------- | --------- | ------- | ------- | ------- | ------- | ----------- | ------------ | --- |
| Tenmoku           | 0 à 93    | 0 à 31  | 0       | 0 à 31  | 0 à 31  | 0           | 7            | brun clair à presque noir. Résultat plus nuancé en cuisson réductrice et sur un tesson texturé. Excellente sous couche. |
| Blanc Magnésien   | 11 à 24   | 8 à 16  | 11 à 24 | 10 à 43 | 26 à 27 | 0           | 0            | Opaque, couvrant, animé. Reflets jaunes grâce à la magnésie.                                                            |
| Rouge de Fer      | 47 à 53   | 3       | 6 à 7   | 4 à 8   | 14 à 24 | 6 à 7       | 10 à 11      | Reflets du cuivre au vermillon, nuancés de brun.                                                                        |
| Gouttes d'huile   | 57 à 68   | 2 à 5   | 4 à 8   | 1 à 8   | 0       | 2 à 22      | 6 à 9        | Cuisson exclusivement oxydante. Tache noires à violettes sur un fond rouge à brun.                                      |
| Céladon           | 0 à 97    | 0 à 33  | 0       | 0 à 33  | 0 à 31  | 0           | 3            | Cuisson exclusivement réductrice.                                                                                       |
| Du blanc au jaune | 18 à 47   | 11 à 26 | 3 à 16  | 6 à 18  | 24 à 34 | 0           | 0            | + 8 à 20% titane |
| Du blanc au rose  | 18 à 47   | 11 à 26 | 3 à 16  | 6 à 18  | 24 à 34 | 0           | 0            | + 8 à 20% rutile |

## Différentes superpositions d’émaux
Le jeu des combinaisons élargit sans limite l’éventail des quelques émaux vus précédemment. Les photos suivantes illustrent les superpositions possibles de glaçures.
Il faut toutefois garder à l’esprit que lorsqu’il applique trois couches d’émaux, le céramiste doit avoir le geste suffisamment preste pour ne pas excéder 1,5 mm d’épaisseur – vérification à l’aiguille à manche.
Plus l’émail est épais, plus la montée en température doit être lente et/ou comporter des paliers.

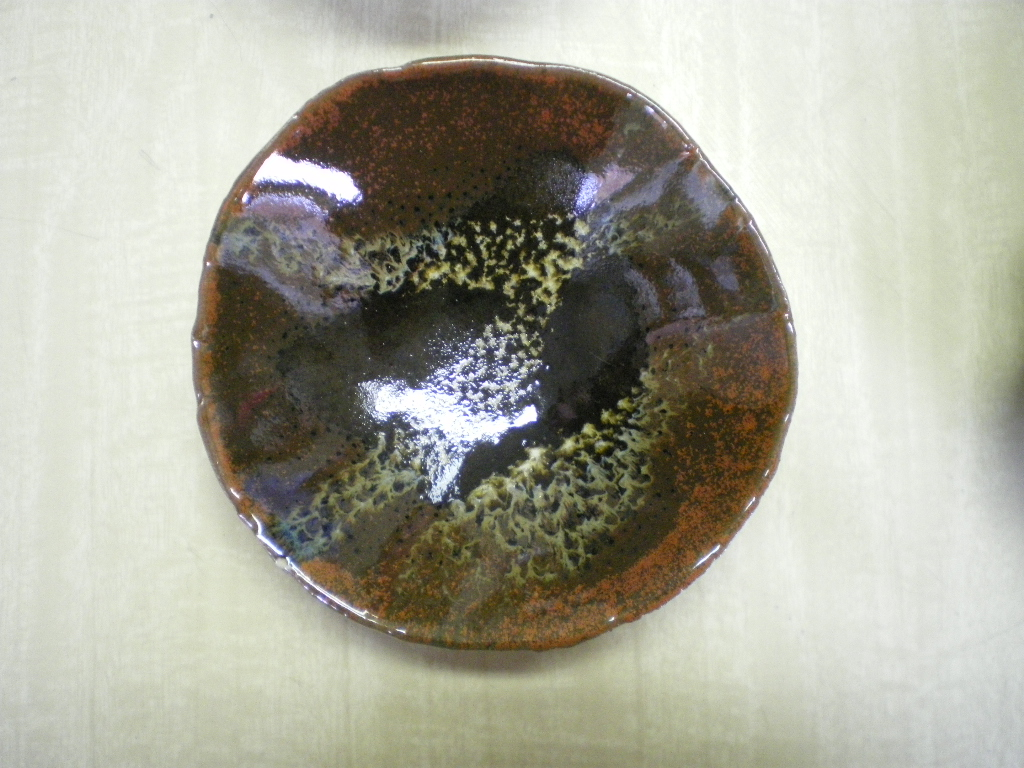
Rouge de fer sur Tenmoku
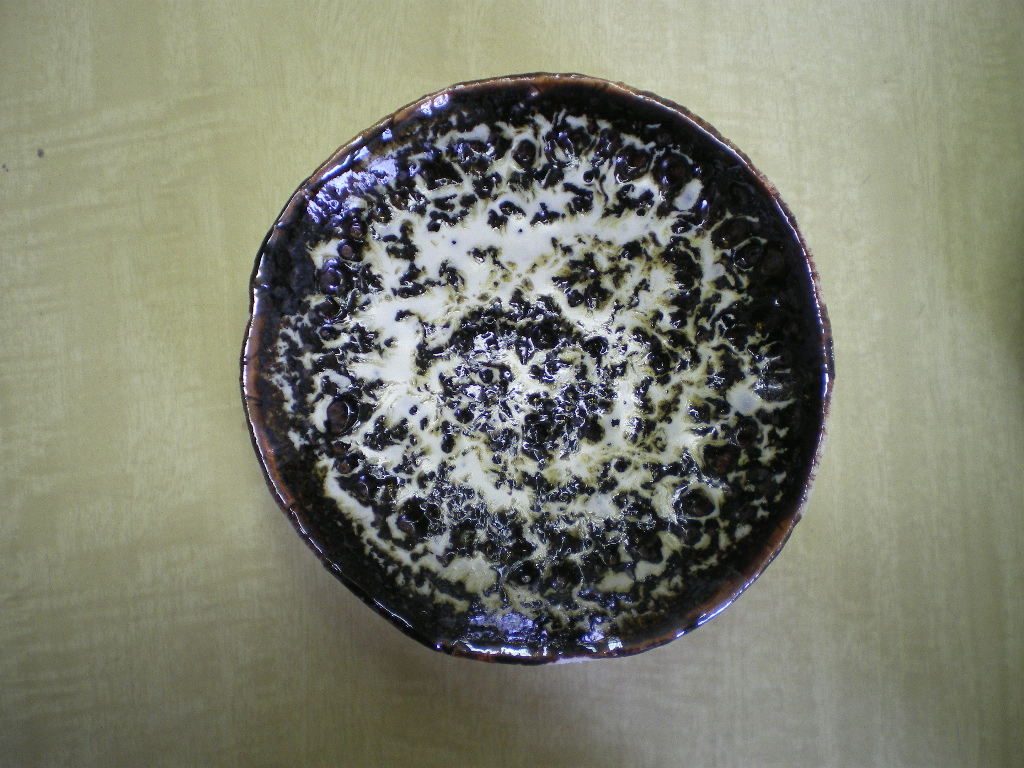
Blanc magnésien sur Tenmoku
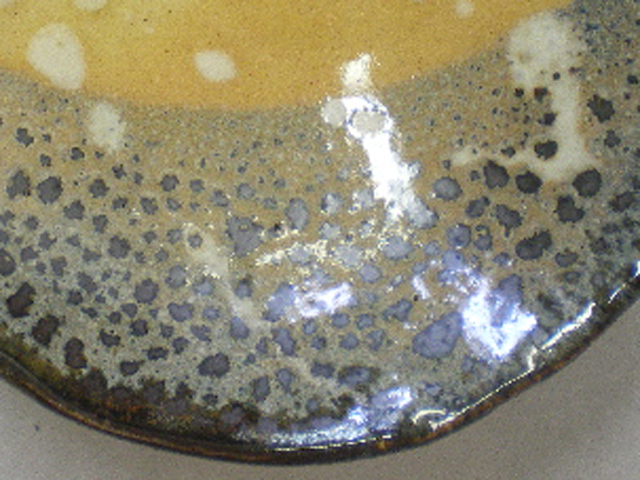
Blanc magnésien / Titane / Gouttes d'huile

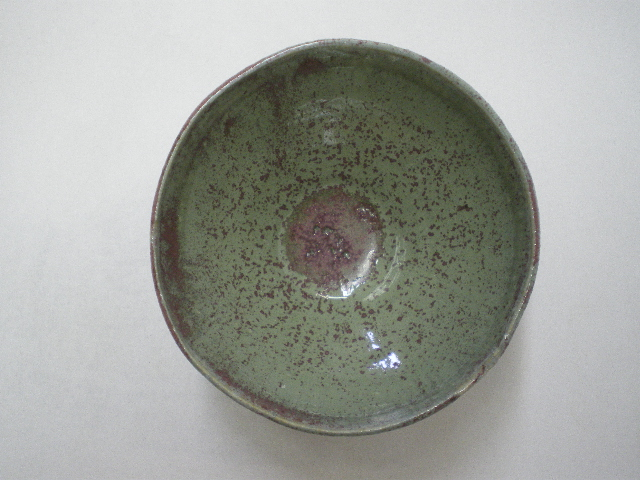
Céladon
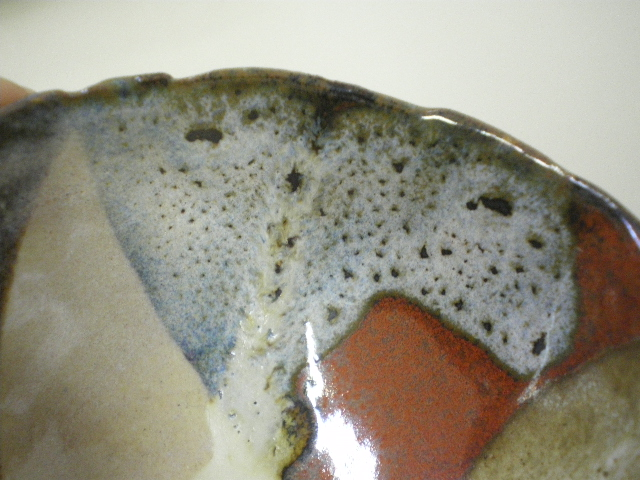
Titane sur rouge de fer
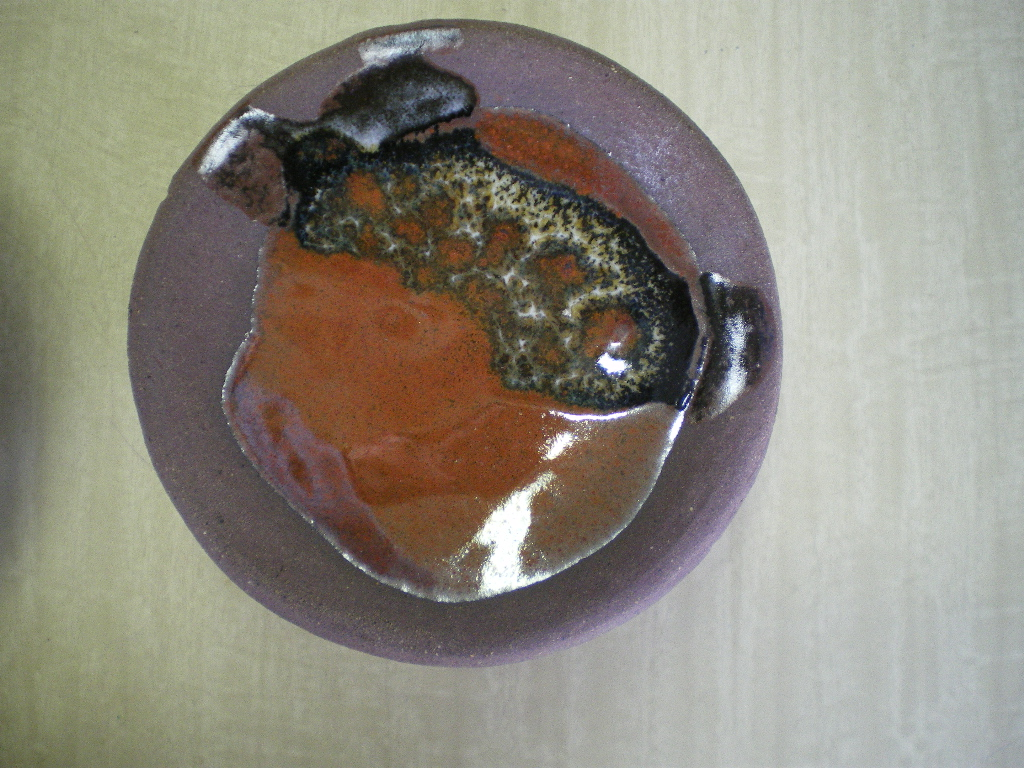
Blanc magnésien sur rouge de fer

Les émaux riches en oxydes de fer constituent une excellente sous-couche. Le fer remonte à la surface au cours de la fusion en formant des taches, des anneaux, des reflets. En troisième passage, le blanc magnésien révèle de nouvelles nuances. Il gagne à être appliqué sur certaines zones et non sur la totalité d’une pièce.